# Bajszos karvalykakukk
A bajszos karvalykakukk (Hierococcyx vagans) a madarak osztályának kakukkalakúak (Cuculiformes) rendjébe, ezen belül a kakukkfélék (Cuculidae) családjába tartozó faj.
Magyar neve forrással nincs megerősítve.

## Rendszerezése
A fajt Salomon Müller német zoológus és ornitológus írta le 1845-ben, a Cuculus nembe Cuculus vagans néven. Egyes szervezetek jelenleg is ide sorolják.

## Előfordulása
Brunei, Indonézia, Laosz, Malajzia, Mianmar és Thaiföld területén honos. Természetes élőhelyei a szubtrópusi és trópusi síkvidéki esőerdők, valamint másodlagos erdők. Állandó, nem vonuló faj.

## Megjelenése
Testhossza 26 centiméter.

## Szaporodása
Fészekparazita, tojását más fajok fészkébe helyezi.

## Természetvédelmi helyzete
Az elterjedési területe rendkívül nagy, de csökken, egyedszáma szintén csökken. A Természetvédelmi Világszövetség Vörös listáján mérsékelten fenyegetett fajként szerepel.